# Endorf
Endorf ist ein Stadtteil von Sundern (Sauerland) im nordrhein-westfälischen Hochsauerlandkreis, Sauerland.

## Gliederung
Zu der Ortschaft gehören auch die Nebendörfer Recklinghausen, Brenschede, Kloster Brunnen, Röhrenspring, Gehren, Endorferhütte und Bönkhausen.

## Geschichte
Endorf wurde 1191 erstmals in einer von der Äbtissin des Stiftes Meschede ausgestellten Urkunde, als einem Haupthof Endrepe, erwähnt. In spätmittelalterlichen Aufzeichnungen wurde der Hof zur ursprünglichen Dotation des Stiftes Meschede gerechnet. Die Bauerschaft bestand bis in das letzte Drittel des 18. Jahrhunderts. Sie umfasste etwa 40 Höfe verschiedener Größe. Nach Bleierz- und Eisenfunden in Endorferhütte und Bönkhausen, entwickelte sich der Ort zu einem Eisenhütten- und Bergbaustandort. Er wurde von Kurfürst Ernst von Bayern zur Bergfreiheit erhoben. Der Bergbau wurde wegen nachlassender Fördermengen in der Mitte des 19. Jahrhunderts eingestellt. Die Landwirtschaft wurde zum Haupterwerbszweig, bis sich in der Mitte des 20. Jahrhunderts verschiedene Betriebe ansiedelten; ein Gewerbegebiet wurde angelegt. Durch den Zuzug der Arbeitskräfte entstanden Neubaugebiete.
Am 1. Januar 1975 wurde Endorf durch § 6 Sauerland/Paderborn-Gesetz nach Sundern (Sauerland) eingemeindet.

## Politik

### Wappen
| Wappen der ehemaligen Gemeinde Endorf | Blasonierung: „In Silber ein durchgehendes schwarzes Balkenkreuz, rechts oben begleitet von einer blauen Pflugschar, links unten von einem schräggekreuzten blauen Schlägel und Eisen.“ Beschreibung: Das Wappen geht auf einen aus dem Jahr 1601 überlieferten Siegelabdruck zurück. Pflugschar sowie Schlägel und Eisen symbolisieren die wichtigsten Erwerbszweige (Landwirtschaft und Bergbau). Das Kreuz und die Farben Blau und Silber sind Zeichen der früheren Landesherren, der Kölner Kurfürsten sowie der Arnsberger Grafen. Die amtliche Genehmigung des Wappens erfolgte am 21. April 1961. |

## Kultur und Sehenswürdigkeiten

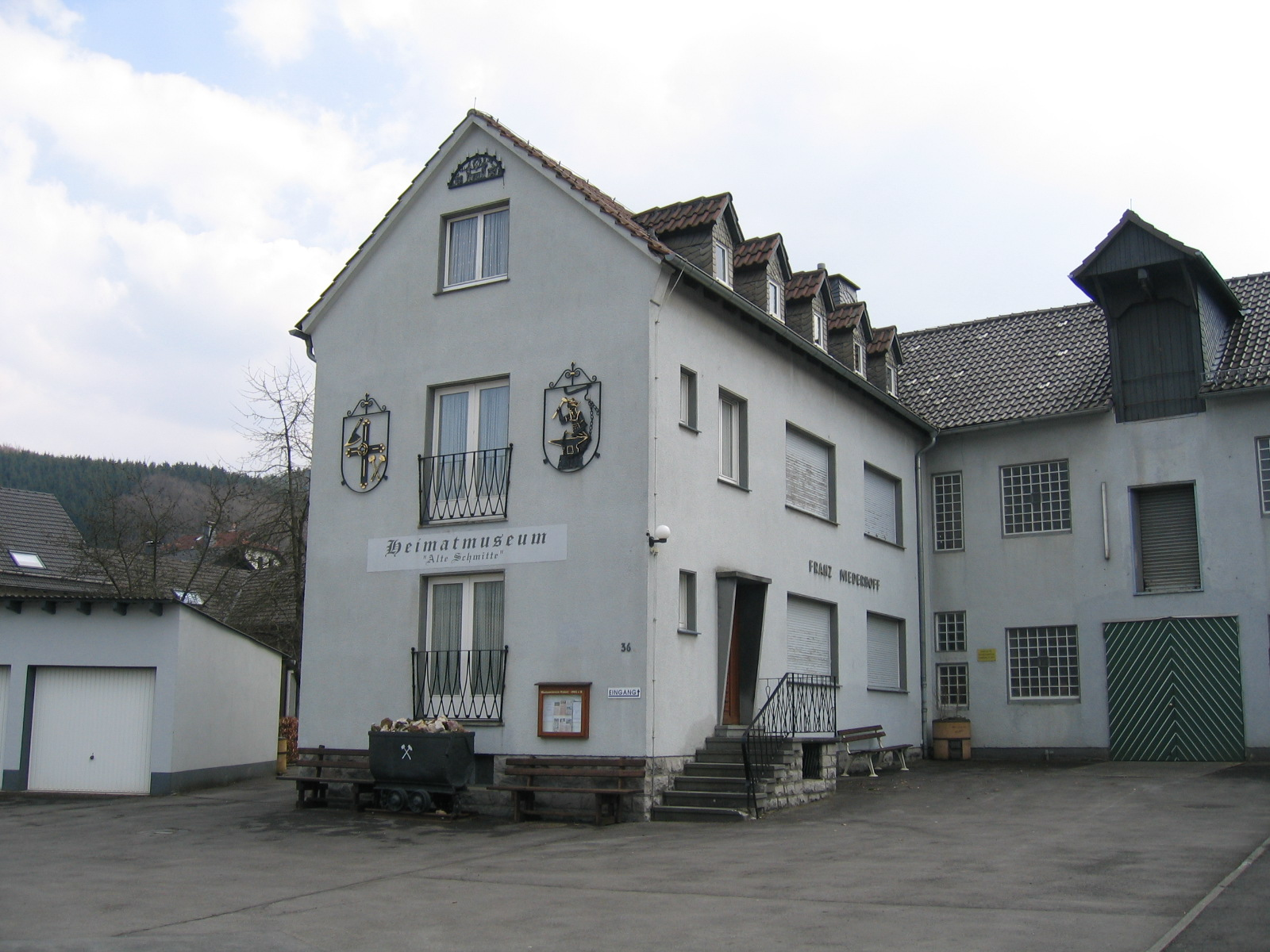
Die „Alte Schmitte“

Endorf ist ein Ferienort im Naturpark Sauerland-Rothaargebirge mit großem Wander- und Rundwanderwegenetz. In Endorf existiert das Heimat- und Jagdmuseum „Alte Schmitte“, ein ehemaliges Fabrikgebäude, in dem Besuchern ein Einblick in die Welt des sauerländischen Bergbaus geboten wird. Seit Mitte des 15. Jahrhunderts ist Silber- und Bleibergbau nachweisbar. Ende des 16. Jahrhunderts sind Eisengruben und Verhüttung nachgewiesen. An die Zeit des Bergbaus erinnert ein alter Spieker, in dem sich das Kontor für den Bergbau befand, in dem Spuren des Bergbaus, wie ein Stollenmundloch, sichtbar sind. Seit 2004 gibt es einen speziellen Bergbauwanderweg. Im Ortskern steht der historische Strackenhof, das älteste Steinhaus im Kurkölnischen Sauerland aus dem Jahr 1634. Ursprünglich zum Abriss freigegeben, wurde das Haus mittlerweile renoviert. Das Haus hat einen gotischen Spitzbogen als Deelentor, und eine ehemalige Kemenate mit Kamin. Heute befindet sich dort eine Begegnungsstätte.